# SS Adriatic (1871)
SS Adriatic byl první ze dvou lodí White Star Line, která nesla toto jméno.

## Historie
První čtyři parníky měly v transatlantické službě velký úspěch, proto se White Star Line rozhodla vybudovat dva další. První z nich byl Celtic a druhý Adriatic, vybudovaný v loděnicích Harland & Wolff a 17. října 1871 spuštěn na vodu.
Do konce roku 1871 a z počátku 1872 byla loď vybavována. Byly na ní zkušebně instalovány nejnovější technologie té doby, například kajuty byly běžně osvětlovány petrolejovými lampami, ale stavitelé se rozhodli instalovat nové plynové lampy. Plyn se získával strojově z uhlí. Adriatic byl první loď s tímto systémem. Ale nastaly problémy s unikáním plynu, proto byla tato technologie ještě před vstupem do služby z Adriaticu odstraněna.
Na svou první plavbu z Liverpoolu do New Yorku vyplul 11. dubna 1872 pod velením kapitána Digby Murrayho, který také velel první lodi White Star Line, Oceaniku, na jeho první plavbě. Adriatic měl podobnou specifikaci jako o něco starší parníky třídy Oceanic. Měl jeden komín a čtyři stožáry. Trup byl stejně jako u všech lodí společnosti černý. Loď měla ubytování pro první a třetí třídu. Jako největší ze šesti lodí White Star se stal vlajkovou lodí společnosti. Ten měl do roku 1874, kdy byl postaven větší Britannic.
O měsíc později během plavby přes Atlantic Adriatic udržoval průměrnou rychlost 14,52 uzlů, což mu zajistilo Modrou stuhu. Překonal tím loď společnosti Cunard Scotia, která ji držela od roku 1866.
Adriatic měl několik nehod. První se stala v říjnu 1874, kdy plul vedle lodi Cunardu Parthia a kolidoval s ní. Obě lodě byly mírně poškozené. V březnu 1875 narazil v přístavu v New Yorku na americkou loď Columbus, která se následně potopila. V prosinci toho samého roku ve Svatojiřském průlivu převrhl loď Harvest Queen, která se potopila. Potopila se tak rychle, že posádka Adriaticu ji nedokázala identifikovat, až pozdější záznamy ukázaly, kdo byl obětí. 19. července 1878 Adriatic narazil do brigy G. A. Pike u jižního Walesu. Pět členů posádky na Pike zemřelo. Za viníka byl označen Adriatic pro nadměrnou rychlost.
V roce 1884 byl Adriatic upraven, kdy bylo přidáno 50 kajut pro druhou třídu. V roce 1897 byl považován za příliš zastaralý pro transatlantickou službu a stal se jen rezervní lodí společnosti v Birkenheadu. Když vstoupil do služby roku 1899 druhý Oceanic, byl Adriatic prodán do šrotu 12. února v Prestonu.